# 环颈山鹧鸪
环颈山鹧鸪（学名：Arborophila torqueola）为雉科山鹧鸪属的鸟类。分布于印度、尼泊尔、缅甸、越南以及中国大陆的西藏、云南等地，主要生活于常绿森林、灌丛、竹丛以及山溪和山谷的稠密常绿林。该物种的模式产地在孟加拉。

## 亚种
- 环颈山鹧鸪滇西亚种（学名：Arborophila torqueola batemani）。分布于缅甸以及中国大陆的云南等地。该物种的模式产地在缅甸提丁。[3]
- 环颈山鹧鸪指名亚种（学名：Arborophila torqueola torqueola）。分布于印度、尼泊尔、缅甸以及中国大陆的西藏等地。该物种的模式产地在孟加拉。[4]